# Opava
Opava er en by i det østlige Tjekkiet med et indbyggertal (pr. 2008) på ca 60.000. Byen ligger i regionen Mähren-Schlesien, tæt på grænsen til nabolandet Polen.